# Alê Abreu
Pour les articles homonymes, voir Abreu.
Alê Abreu (né le 6 mars 1971 à São Paulo) est un réalisateur et scénariste brésilien. Il a notamment réalisé le film d'animation Le Garçon et le Monde, qui a remporté le Cristal du long métrage et le prix du public au Festival international du film d'animation d'Annecy 2014. Il est également illustrateur et auteur de livres pour enfants.

## Carrière
À 13 ans, Alê Abreu assiste à un cours d'animation dispensé par le Musée de l'image et du son de São Paulo et réalise un micro court métrage intitulé Memória de Elefante.
Alê Abreu réalise en 1993 son premier court métrage, Sírius, qui est présenté la même année au Festival de cinéma d'animation brésilien Anima Mundi. En 1998, il réalise le court métrage Espantalho, qui remporte un prix au festival Anima Mundi et un deuxième au Festival de cinéma brésilien de Miami. En 2007, Abreu réalise son premier long métrage, Garoto Cósmico, auquel participent plusieurs acteurs et chanteurs brésiliens tels que Raul Cortez, Arnaldo Antunes, Vanessa da Mata ou Wellington Nogueira en prêtant leurs voix aux personnages.
En 2010, Abreu écrit en collaboration avec Priscilla Kellen le livre pour enfants Mas Será que Nasceria a Macieira?. Il a également illustré plusieurs livres, dont As Cocadas de Cora Coralina, O menino que espiava pra dentro de Ana Maria Machado et O mistério do 5 estrelas, de Marcos Rey.
En 2013, il sort son deuxième long métrage, Le Garçon et le Monde qui reçoit deux prix au Festival international du film d'animation d'Annecy 2014. En 2016, Le Garçon et le Monde est le premier film d'animation brésilien à être nommé aux Oscars dans la catégorie Meilleur film d'animation.

## Filmographie

### Courts métrages
- 1993 : Sírius
- 1998 : Espantalho
- 2007 : Passo
- 2009 : Vivi Viravento

### Longs métrages
- 2007 : Garoto Cósmico
- 2013 : Le Garçon et le Monde (O Menino e o Mundo)
- 2022 : Le Secret des Perlims (Perlimps)